# Dominique Leclerc
Pour les articles homonymes, voir Leclerc.
Dominique Leclerc est un homme politique français, membre du groupe UMP, né le 17 mars 1944 à Ozoir-le-Breuil (Eure-et-Loir). 
Pharmacien de profession, il est élu sénateur d'Indre-et-Loire le 27 septembre 1992 et réélu le 23 septembre 2001. Il n'est pas réélu le 25 septembre 2011.

## Anciens mandats
- Vice-président du Conseil régional du Centre
- Vice-président du Conseil général d'Indre-et-Loire
- Maire de La Ville-aux-Dames
- Membre du Comité national des retraités et des personnes âgées
- Membre de la Commission consultative appelée à émettre un avis sur la modification de la valeur du point de pension
- Membre de l'Office parlementaire d'évaluation des politiques de santé